# Rémi Allier
Pour les articles homonymes, voir Allier.
Rémi Allier est un réalisateur français né le 2 mars 1988 à Mâcon.

## Biographie
Après sa scolarité au lycée Lumière (option cinéma)  à Lyon et un BTS « montage et post production » à Paris, Rémi Allier a intégré l'Institut des arts de diffusion (section « Réalisation ») à Louvain-la-Neuve, en Belgique,.
Son film Les Petites Mains est récompensé par le César du meilleur court métrage en 2019 lors de la 44e cérémonie des César.

## Filmographie
- 2012 : Jan (coréalisateur : Pablo Muñoz Gomez)
- 2013 : Zinneke[6]
- 2017 : Les Petites Mains